# Bungo-ōno
Bungo-ōno (豊後大野市, Bungo-ōno-shi) est une municipalité ayant le statut de ville dans la préfecture d'Ōita, au Japon.

## Géographie

### Situation
Bungo-ōno est située dans le sud-ouest de la préfecture d'Ōita.

### Municipalités limitrophes
| Taketa    | Ōita      | Ōita  |
| Taketa    | Bungo-ōno | Usuki |
| Takachiho | Hinokage  | Saiki |

### Démographie
Le 31 janvier 2012, la ville avait une population estimée à 40 104, avec 16 484 ménages et une densité de population de 66,47 personnes par km². Sa superficie totale est 603,14 km2. L'âge moyen est de 58,2 ans.
Répartition de la population selon l'âge à ■ Bungo-ōno comparé à la ■ moyenne nationale (2005)
Répartition de la population selon l'âge et le sexe à Bungo-ōno (2005) ■ Bleu : hommes ■ Rouge : femmes 

### Hydrographie

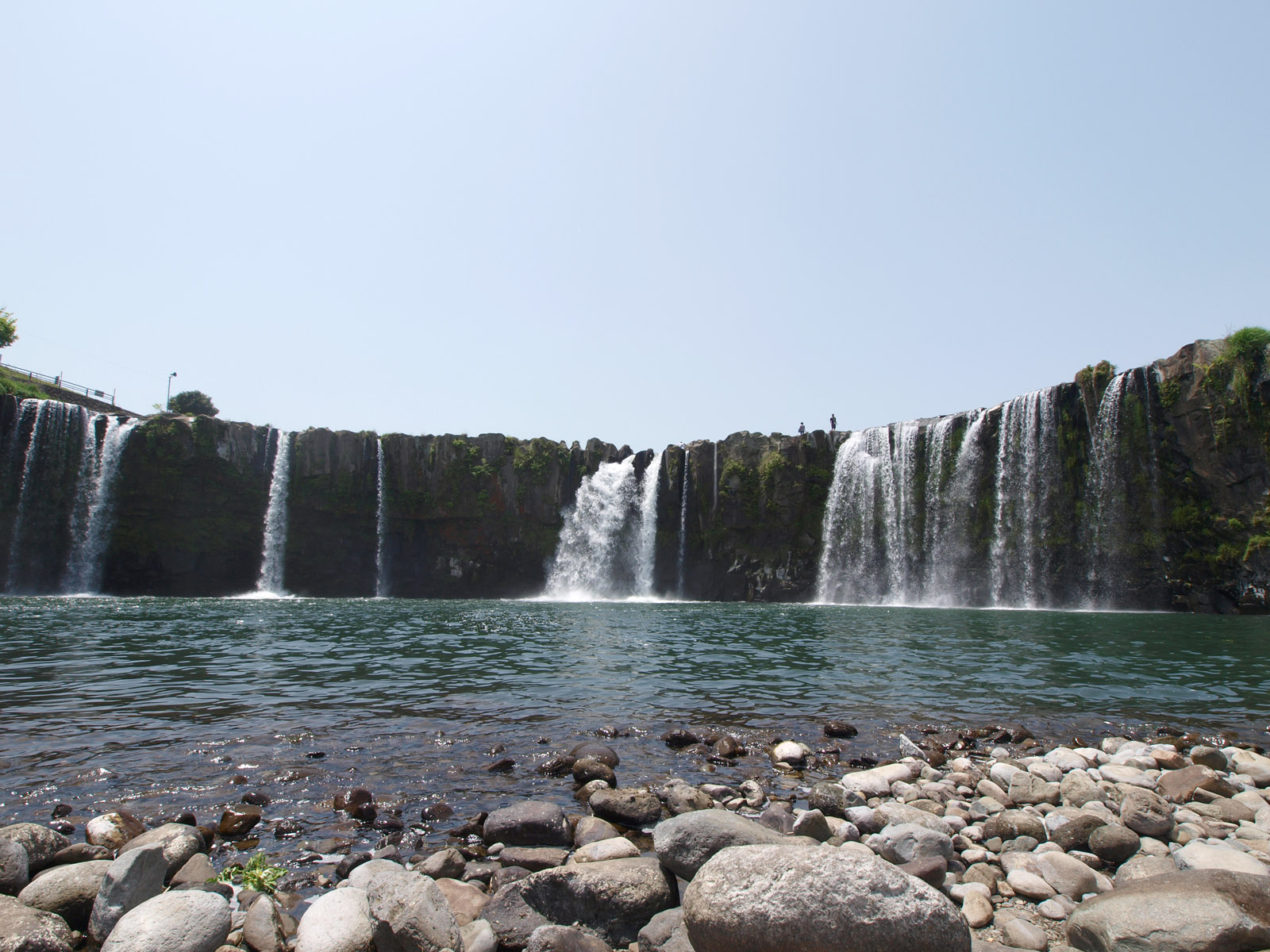
Les chutes d'Harajiri.

La ville est traversée par le fleuve Ōno et la rivière Ogata. Il y a plusieurs cascades, comme les chutes d'Harajiri.

### Climat
Bungo-ōno a un climat subtropical humide avec des étés chauds et des hivers frais. Les précipitations sont importantes tout au long de l'année, mais un peu plus faibles en hiver. La température annuelle moyenne est de 15,3 °C.

## Histoire
La région de Bungo-ōno faisait partie de l'ancienne province de Bungo. Pendant l'époque d'Edo, elle faisait partie du domaine d'Usuki et était gouvernée par le clan Inaba.
La ville actuelle a été créée en 2005 à la suite de la fusion des anciens bourgs d'Asaji, Inukai, Mie, Ogata et Ōno et des anciens villages de Chitose et Kiyokawa du district d'Ōno.

## Culture locale et patrimoine

### Patrimoine religieux
- Jinkaku-ji

### Attractions touristiques et festivals
- Chutes d'Harajiri (原尻の滝) : classées parmi les 100 meilleures cascades du Japon.
- Fête de la tulipe d'Ogata[2].

## Transports
La ville est desservie par la ligne principale Hōhi de la JR Kyushu.

## Jumelages
Bungo-ōno est jumelée avec :
- Jingzhou (Chine) depuis 1994
- Gijang (Corée du Sud) depuis 2003
- Iksan (Corée du Sud) depuis 2005

## Personnalités liées à la municipalité
- Mamoru Shigemitsu homme politique, membre de la Chambre des représentants, ministre des Affaires étrangères du Japon à la fin de la Seconde Guerre mondiale.
- Fumio Asakura était un sculpteur japonais.
- Kiminori Wakasugi est un mangaka japonais né en 1975. Il est l'auteur de la série Detroit Metal City.
- Ogata no Saburo Koreyoshi est un noble japonais qui a joué un rôle dans l'établissement du shogunat de Kamakura.